# Vlaška (gmina miejska Mladenovac)
Vlaška (cyr. Влашка) – wieś w Serbii, w mieście Belgrad, w gminie miejskiej Mladenovac. W 2011 roku liczyła 2440 mieszkańców.